# Planernaja (metrostation Moskou)
Planernaja (Russisch: Планерная uitspraakⓘ) is het noordelijke eindpunt van de Tagansko-Krasnopresnenskaja-lijn van de Moskouse metro.
Het station dat op 30 december 1975 werd geopend ligt aan de gelijknamige straat in de wijk Noord-Toesjino. De naam, zweefvliegtuig, verwijst naar de Centrale Aeroclub van de Sovjet-Unie die op het vliegveld van Toesjino gevestigd was en zich met zweefvliegen bezighield. Gezien de Franse herkomst van het woord zou de uitspraak moeten lijken op planeur maar wordt het vaak als planner uitgesproken. In de loop van de jaren negentig wijzigde de uitspraak bij het afroepen in de metro van Planjornaja in Planernaja. Een vergelijkbare situatie doet zich voor bij het district Chorosjovo-Mnjovniki. De huidige uitspraak wordt bevestigd door de gepubliceerde netkaarten waarop Palernaja met een e en niet met een ë wordt geschreven.

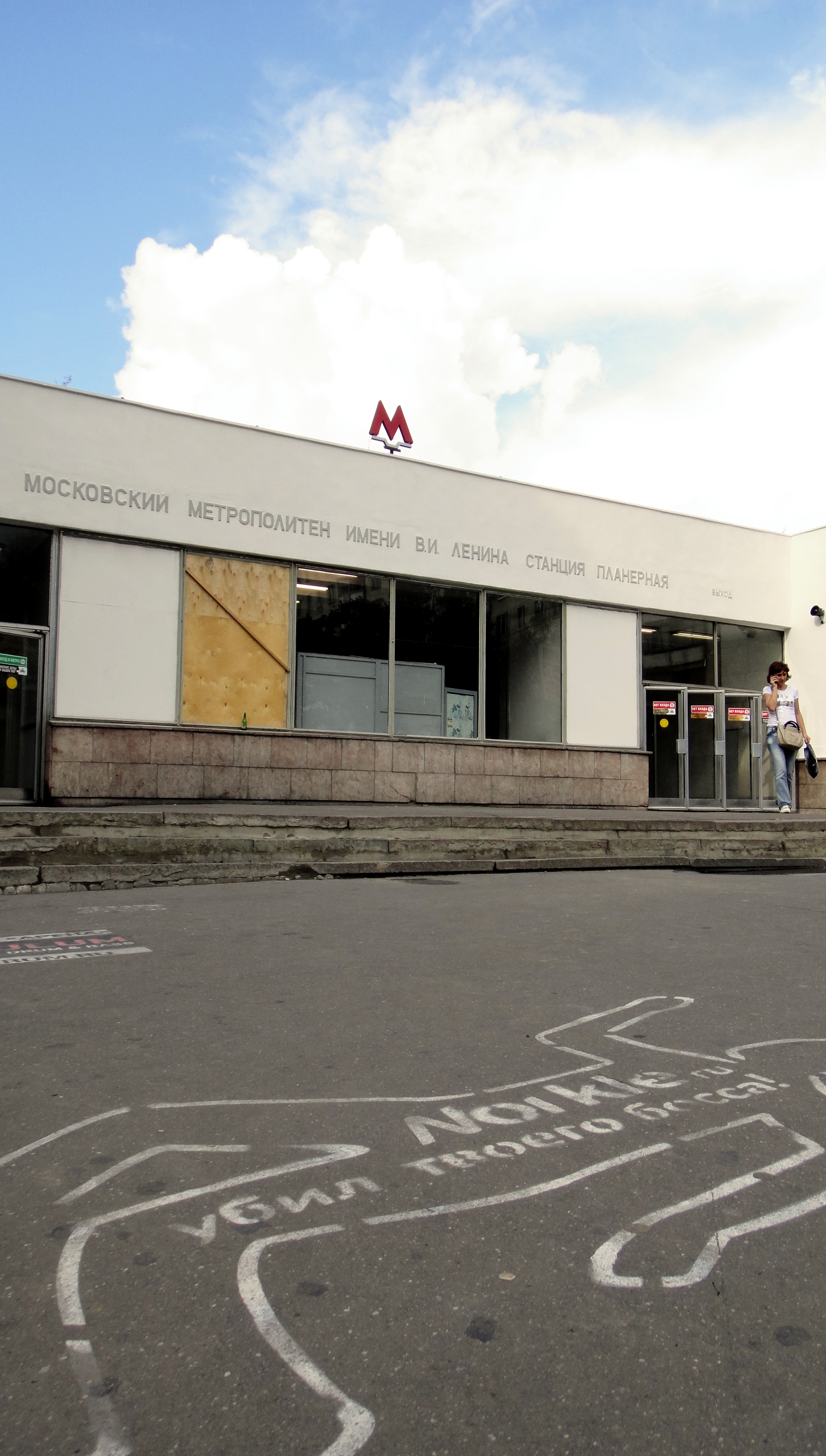
Het stationsgebouw
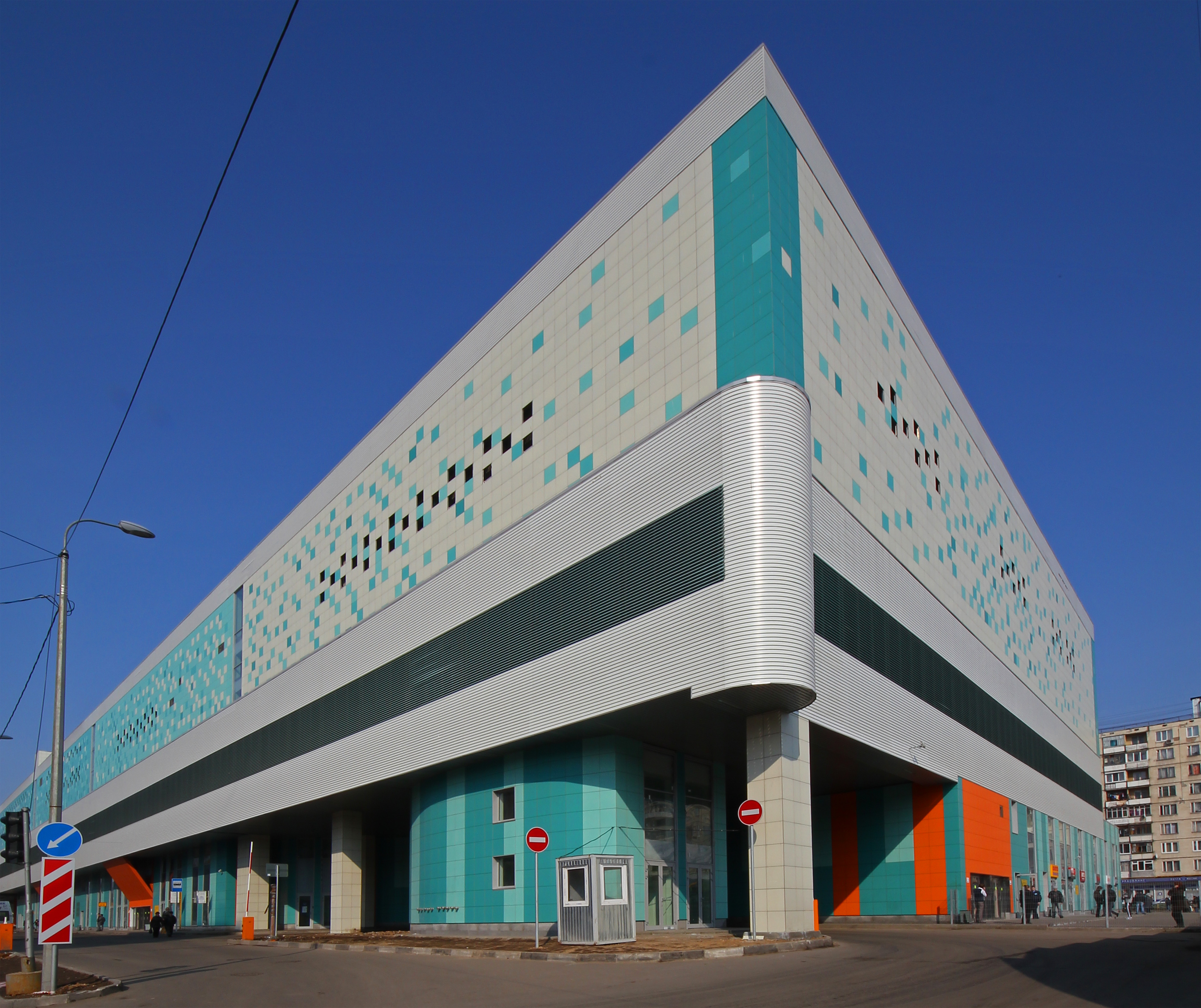
Het busstation
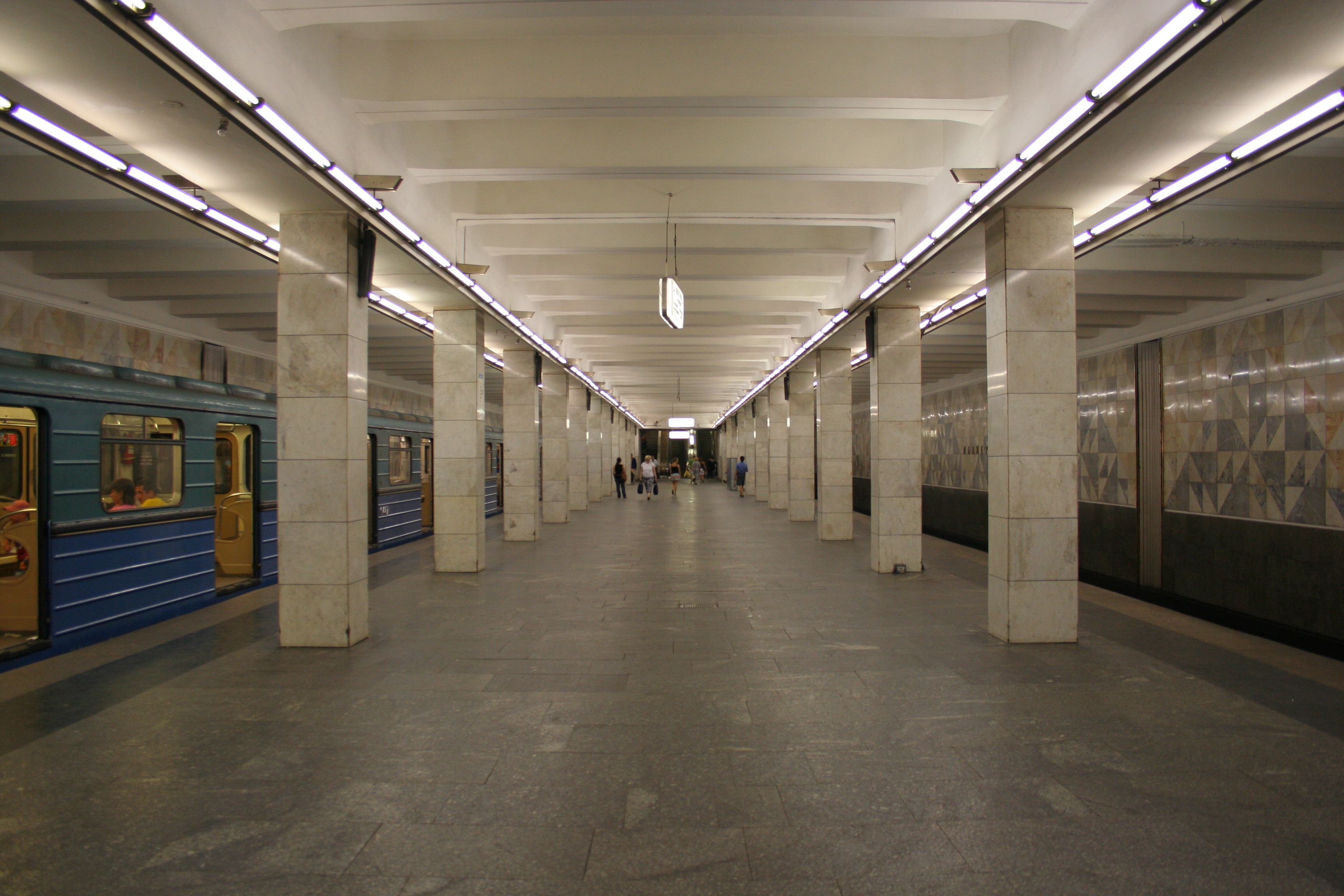
De duizendpoot

## Ligging en inrichting
Het station kent twee verdeelhallen die allebei met zowel een vaste trap als een roltrap met het perron zijn verbonden. De zuidelijke verdeelhal heeft een toegang aan de Fomitsevojstraat, de noordelijke verdeelhal heeft een toegang aan de Planernajastraat en sinds 2011 ook naar het ov-knooppunt aan de Vilis Latsisastraat. Verder naar het noorden ligt het bovengrondse depot Planernoje. Tussen het station en het depot liggen twee aftakkende sporen die aan de noordkant doodlopen, de middelste sporen lopen van en naar het depot. De aftakkende sporen zouden moeten lopen naar een nog te bouwen station aan de Svobodistraat die langs noordkant van het depot loopt. Hier zou dan ook de geplande Molzjaninovskaja-lijn uit Belomorskaja moeten aansluiten. Naast deze korte verlenging lagen er ook plannen om de lijn tot Chimki te verlengen maar dit zal waarschijnlijk niet gebeuren omdat lijn 3 van het stadsgewestelijk net vanaf 2021 ook Chimki zal bedienen. Architect M.L. Trenin en constructeur T.A. Zjarova gebruikten de duizendpoot, het standaardontwerp voor een ondiep gelegen zuilenstation, voor het station op 6 meter diepte. De zuilen staan in twee rijen van 26 kolommen met een onderlinge afstand van 6,5 meter. De zuilen zijn bekleed met wit koelga-marmer en de vloer is van grijs graniet. In afwijking van het standaardontwerp zijn de tunnelwanden bekleed met marmer in een driehoek patroon, de kabelkasten zijn afgewerkt met gesmede sierpanelen.

## Reizigersverkeer
Het metrostation is via buslijn 865 met het gelijknamige station aan de Oktoberspoorweg in het district Molzjaninovski. Hoewel de namen gelijk zijn, is de herkomst verschillend. Metroreizigers kunnen op oneven dagen vanaf 5:58 uur op pad, op even dagen doordeweeks is dat al om 5:41 uur en in het weekeinde om 5:40 uur.